# 邦特维尔
邦特维尔（法語：Bantheville，法語發音：[bɑ̃tvil]）是法国默兹省的一个市镇，属于凡尔登区。

## 地理
邦特维尔（49°21'13"N, 5°5'21"E）面积14.28 平方千米，位于法国大東部大區默兹省，该省份为法国西北部内陆省份，北与比利时接壤，西接马恩省和阿登省，南至上马恩省和孚日省，东临默尔特-摩泽尔省。
与邦特维尔接壤的市镇（或旧市镇、城区）包括：朗德尔和圣乔治、安克勒维尔、大克莱里、屈内勒、罗马涅苏蒙福孔。

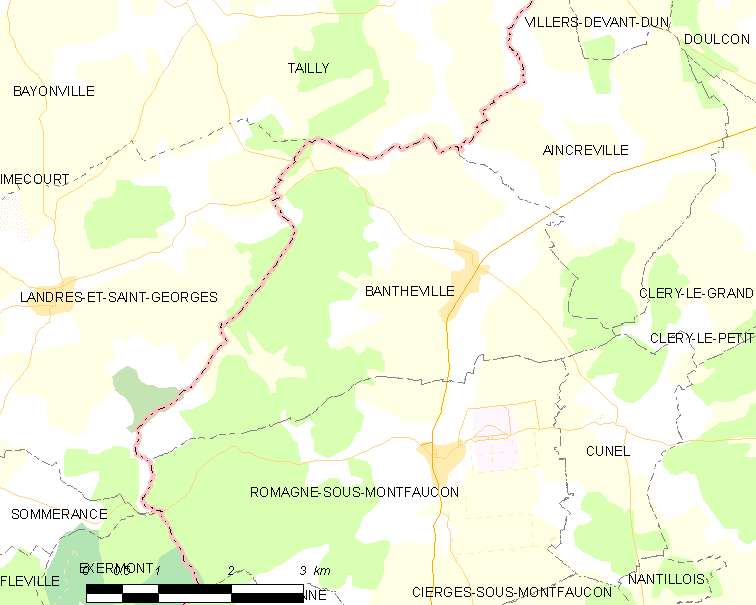
邦特维尔的OSM定位图

邦特维尔的时区为UTC+01:00、UTC+02:00（夏令时）。

## 行政
邦特维尔的邮政编码为55110，INSEE市镇编码为55028。

## 政治
邦特维尔所属的省级选区为阿戈讷地区克莱蒙县。

## 人口

1962-2008年间邦特维尔人口变化图示

邦特维尔于2022年1月1日时的人口数量为103人。